# Carlos Westendorp
Carlos Westendorp y Cabeza (Madrid, 7 gennaio 1937) è un politico e diplomatico spagnolo, attuale Segretario Generale del Club de Madrid.

## Biografia
Diplomatico spagnolo dal 1966, ricoprì diversi incarichi all'estero (dal 1966 al 1969 Console Generale a San Paolo, in Brasile; dal 1975 al 1979 Consigliere Economico e Commerciale presso l'ambasciata spagnola a L'Aia, nei Paesi Bassi) e nel suo paese (dal 1969 al 1975 sovrintendente degli Studi Economici presso la Scuola Diplomatica di Spagna, direttore degli Accordi Economici presso il Ministero degli Affari Esteri, Capo di Gabinetto del Ministero dell'Industria), dedicando gran parte della sua carriera professionale al processo di integrazione della Spagna nell'Unione europea.
Dal 1997 al 1999 egli assunse l'incarico di Alto rappresentante per la Bosnia ed Erzegovina. La Conferenza di Bonn lo autorizzò a prendere le decisioni necessarie per attuare gli accordi di pace di Dayton, riguardanti la nuova bandiera, l'inno nazionale, le targhe automobilistiche, le leggi sulla cittadinanza e sulla privatizzazione, il ritorno dei rifugiati ed altri provvedimenti.
Nel 2003 venne eletto membro dell'assemblea regionale di Madrid e speaker in Economia del Partito Socialista Operaio Spagnolo.
Dal 12 agosto 2004 al 12 agosto 2008 fu ambasciatore spagnolo negli Stati Uniti.
Tra le varie onorificenze, è stato insignito della Legion d'onore.